# Circuito Paul Ricard
El Circuito Paul Ricard es un autódromo situado en Le Castellet (Alpes de Alta Provenza) en la región de Provenza-Alpes-Costa Azul, Francia. Durante años fue considerado el circuito más seguro de su época. El circuito tenía tres posibles trazados, un aeropuerto y una zona industrial. La zona más prominente del trazado es la recta Mistral, de más de kilómetro y medio de longitud, que va seguida de la curva abierta Signes.
Fue sede de numerosas ediciones del Gran Premio de Francia de Fórmula 1 desde 1971 hasta 1990, y del Gran Premio de Francia de Motociclismo del Campeonato Mundial de Motociclismo desde 1973 hasta 1999. También albergó desde 1978 hasta 1999 el Bol d'Or, una carrera clásica del Campeonato Mundial de Motociclismo de Resistencia, el Campeonato Mundial de Superbikes en 1989, cuatro fechas del BPR Global GT Series en la década de 1990 y el Campeonato de la FIA de Sport Prototipos en 1998.
Más recientemente, el Campeonato FIA GT visitó Paul Ricard en 2006, 2009 y 2010, y Le Mans Series disputó en 2010 una carrera de 8 horas. Además, Paul Ricard es sede de muchas de las pruebas de invierno de equipos de Fórmula 1, y es pista de pruebas oficial de varias categorías europeas y mundiales, tales como la GP2 Series, la World Series by Renault, el Campeonato FIA GT y la Le Mans Series.

## Historia
Recibe el nombre de su creador, el magnate de las bebidas que vivía en la comunidad cercana de Signes (Var). Fue construido en el año 1969 e inaugurado en 1970 con una carrera de coches de motores de 2.0 litros ganada por Brian Redman. Al siguiente año fue escenario de las 24 Horas de Turismos, prueba ganada por Alex Soler-Roig y Dieter Glemser con Ford Capri, y del Gran Premio de Francia de Fórmula 1 dominado por Jackie Stewart. El circuito fue enormemente alabado debido a que era el más seguro de la época, dado que tenía escapatorias, barreras de neumáticos, pianos y guardarraíles vistosos.
En 1972, el Gran Premio de Francia se corrió en el Circuit de Charade debido a reparaciones en Paul Ricard.
En la década de 1980 tuvieron lugar dos importantes victorias francesas, la de René Arnoux en 1982 y la de Alain Prost en 1983, ambos pilotos de Renault. Tras 1985 el circuito se consolidó como Gran Premio de Francia a pesar de la muerte de Elio de Angelis durante unas pruebas en él, lo que hizo que se acortara la recta Mistral para reducir drásticamente la velocidad. A pesar de ello, la recta de Mistral medía más de 1 km y las velocidades eran altas, por lo que se disputó hasta 1990. Paul Ricard fue sustituido en 1991 por el circuito de Nevers Magny-Cours debido a las velocidades que se alcanzaban en ciertos puntos.

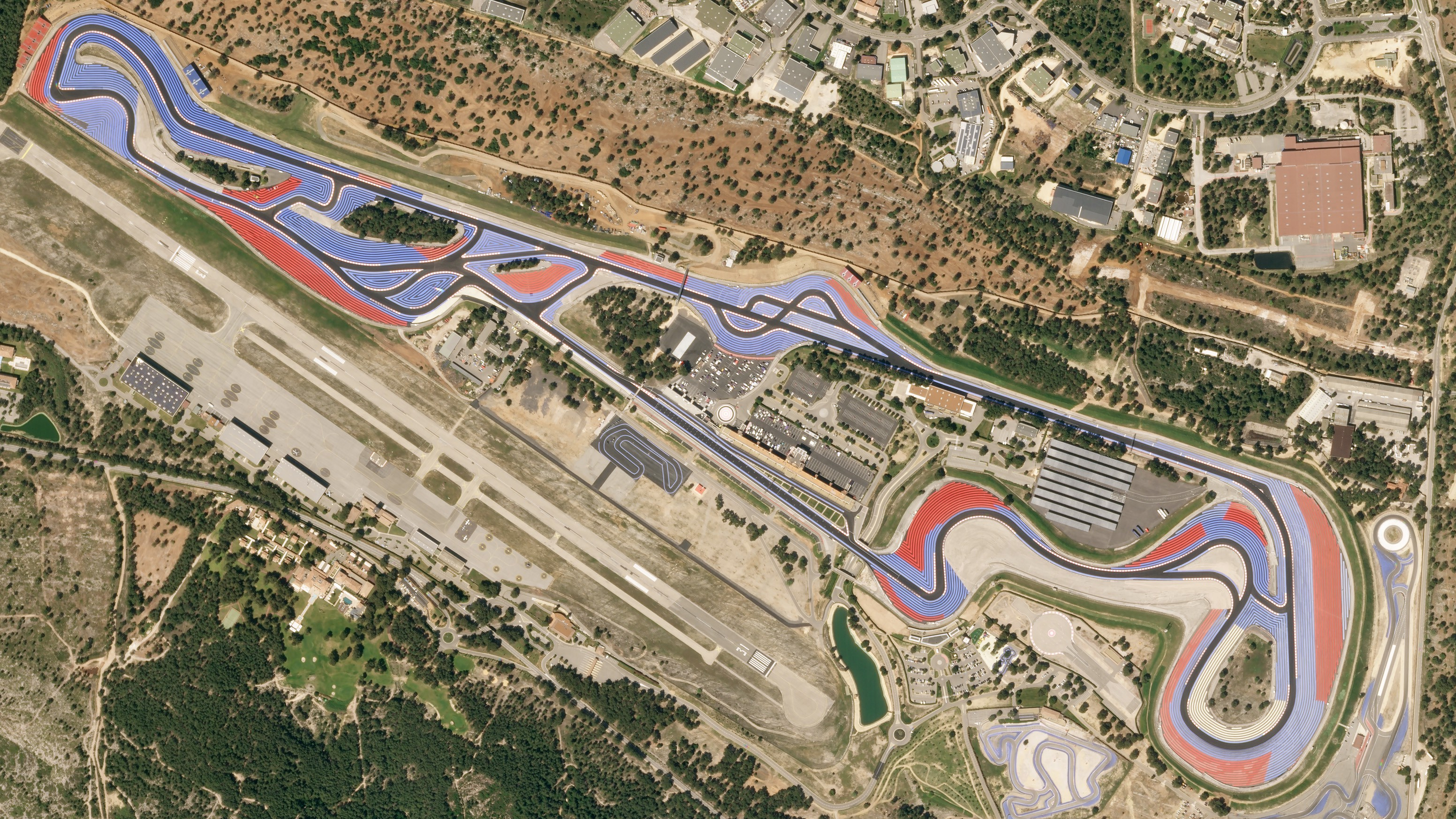
Imagen aérea del trazado.

Tras la muerte de Paul Ricard, la familia decidió vender el circuito. En mayo de 1999, fue comprado por Bernie Ecclestone por cerca de 11 millones de dólares. El circuito ha sido completamente reconstruido desde su último Gran Premio, las modificaciones han sido poner baches en algunas curvas, modificar curvas para que sean más cerradas, principalmente la que viene después de la recta Mistral y otras mejoras en seguridad. Durante muchos años, funcionó como pista de pruebas y desarrollo.
A finales de 2016, se anunció que el Gran Premio de Francia volvería al calendario de Fórmula 1 para la temporada 2018 en Paul Ricard. Fue el primer Gran Premio de Francia desde 2008 (el último celebrado en Magny-Cours) y el primero en el Circuito Paul Ricard desde 1990. El GP se disputa desde entonces en este circuito, con la excepción de 2020, que se canceló por la pandemia de COVID-19.

## Ganadores

### Campeonato de Fórmula 2 de la FIA
| Año  | Piloto          | Escudería                       | Fecha       | Resultados |
| ---- | --------------- | ------------------------------- | ----------- | ---------- |
| 2018 | George Russell  | ART Grand Prix                  | 23 de junio | Resultados |
| 2018 | Nyck de Vries   | PERTAMINA PREMA Theodore Racing | 24 de junio | Resultados |
| 2019 | Nyck de Vries   | ART Grand Prix                  | 22 de junio | Resultados |
| 2019 | Anthoine Hubert | BWT Arden                       | 23 de junio | Resultados |
| 2022 | Liam Lawson     | Carlin                          | 23 de junio | Resultados |
| 2022 | Ayumu Iwasa     | DAMS                            | 24 de junio | Resultados |

### Campeonato de Fórmula 3 de la FIA
| Año  | Piloto            | Escudería      | Fecha       | Resultados |
| ---- | ----------------- | -------------- | ----------- | ---------- |
| 2019 | Jehan Daruvala    | PREMA Racing   | 22 de junio | Resultados |
| 2019 | Robert Shwartzman | PREMA Racing   | 23 de junio | Resultados |
| 2021 | Alexander Smolyar | ART Grand Prix | 19 de junio | Resultados |
| 2021 | Arthur Leclerc    | Prema Racing   | 19 de junio | Resultados |
| 2021 | Jack Doohan       | Trident        | 20 de junio | Resultados |

## Galería de imágenes

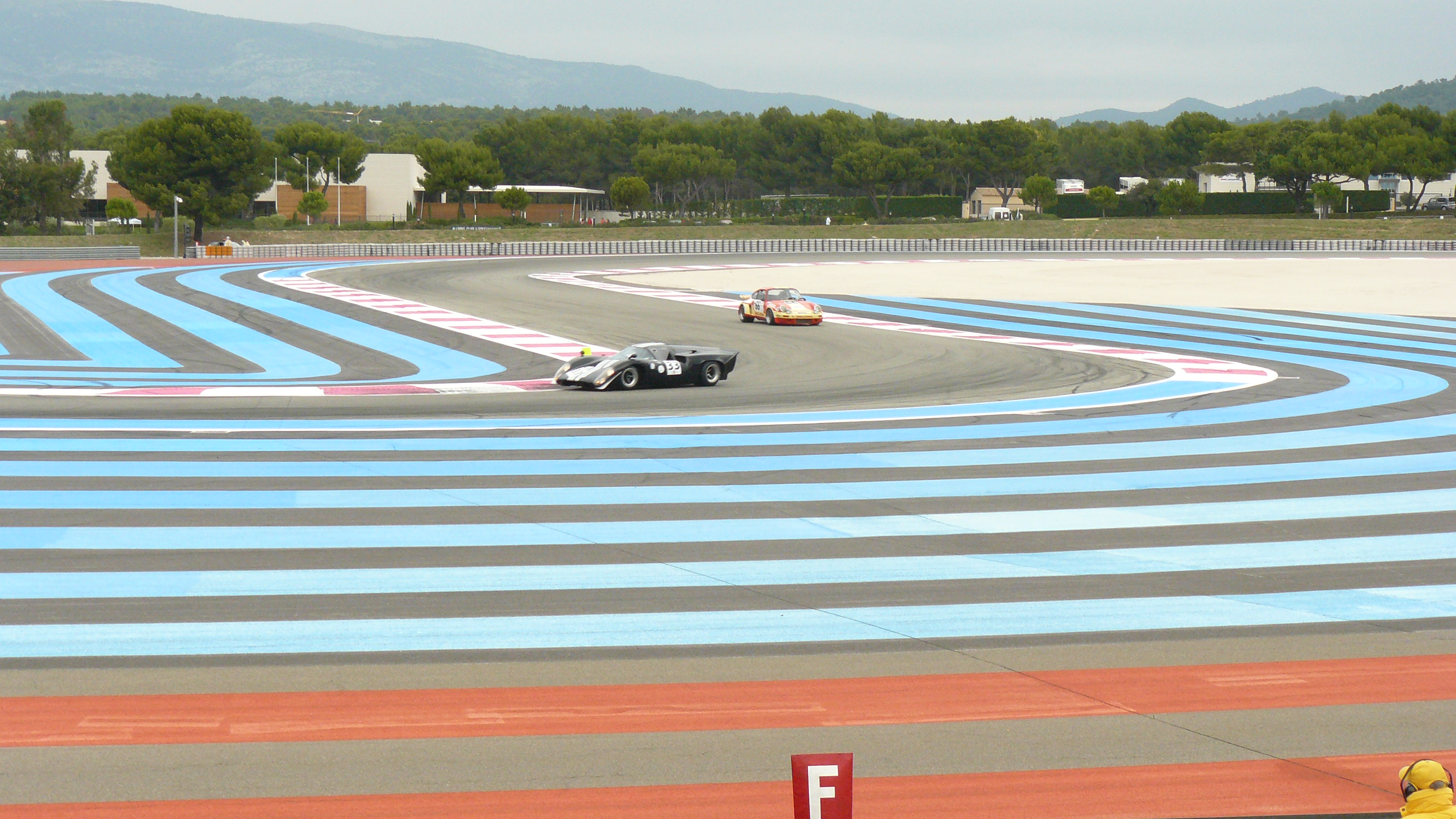
Prueba de coches clásicos.
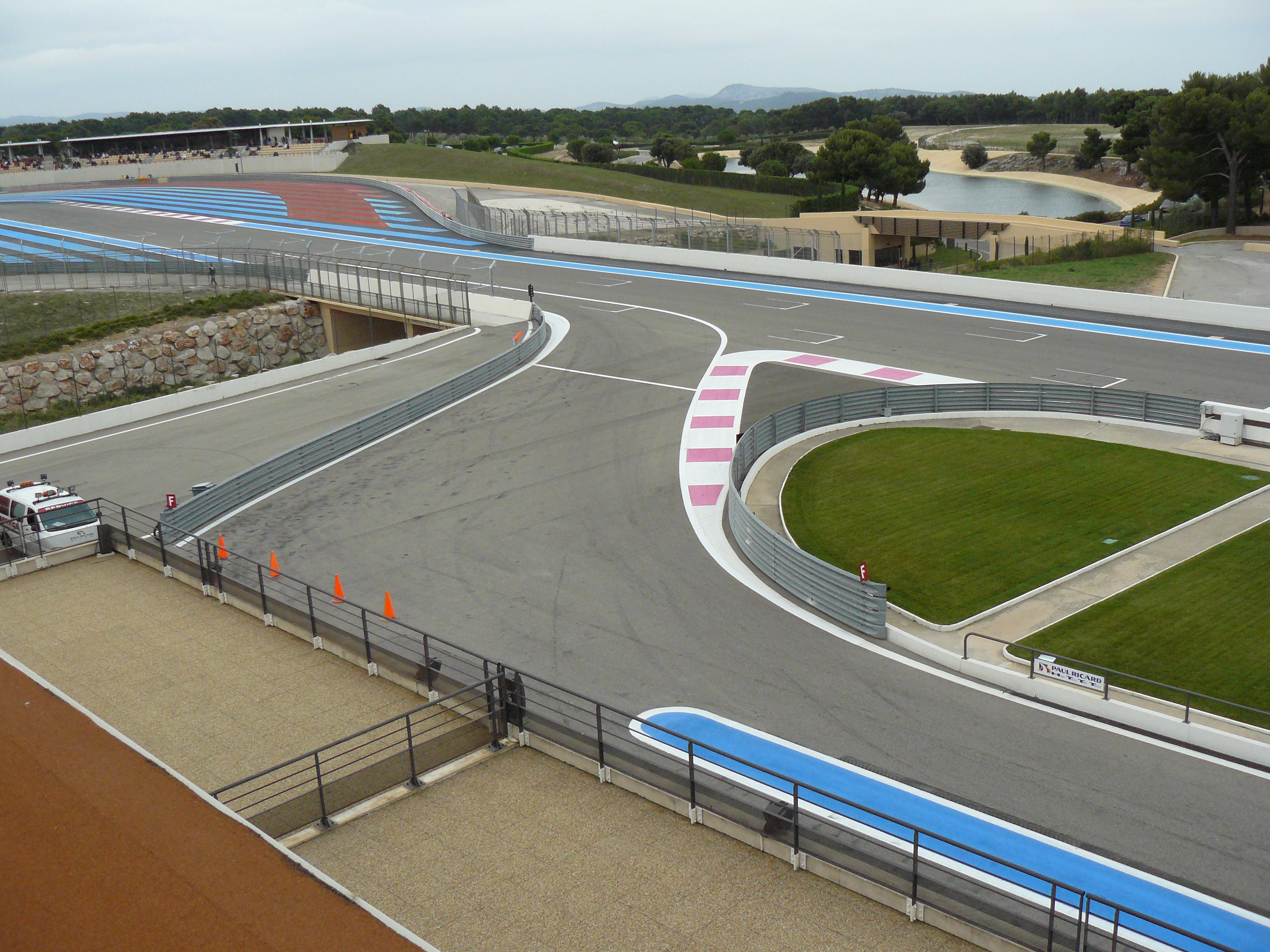
Antigua entrada a boxes del circuito.
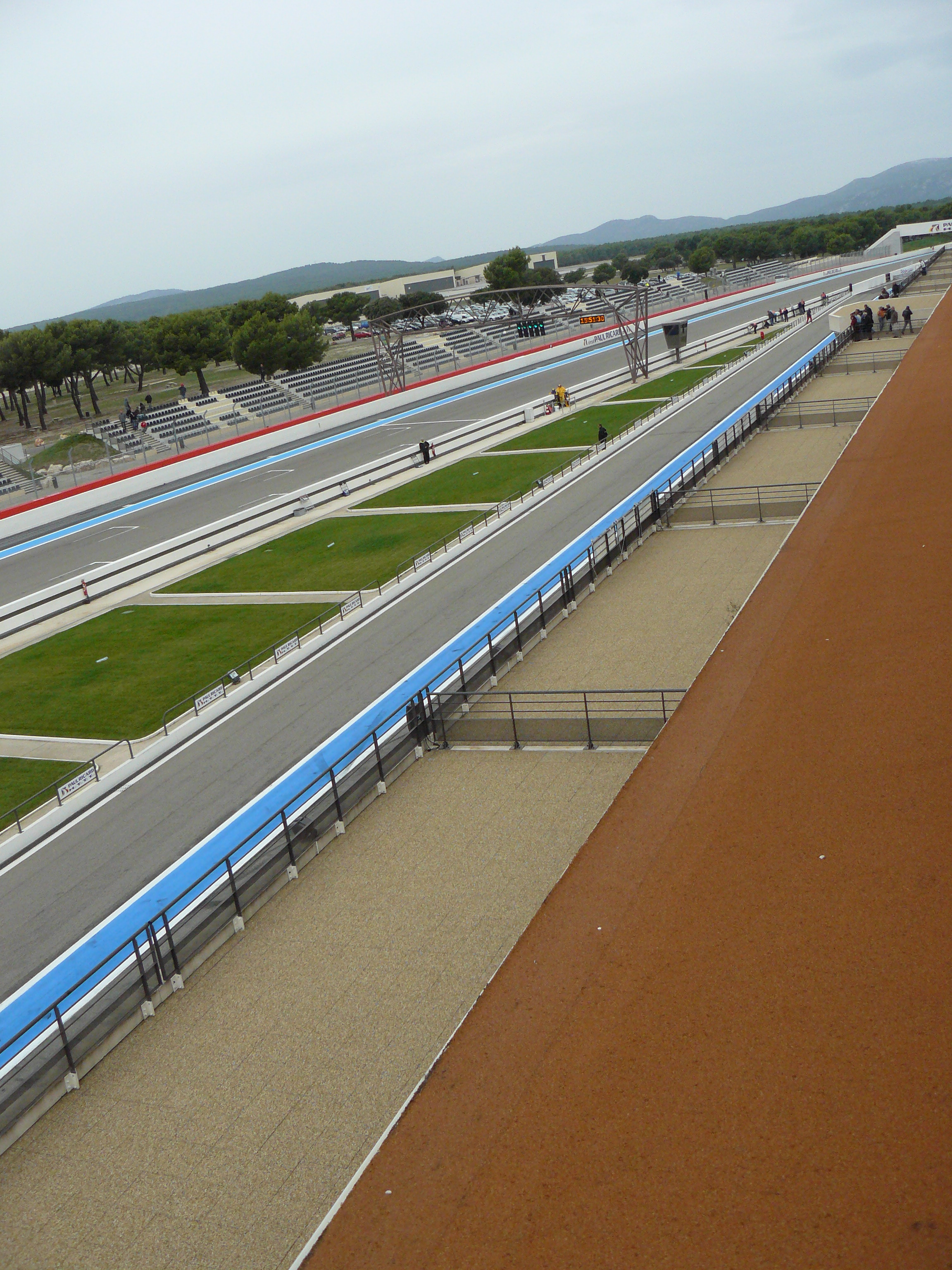
Tribunas del trazado.
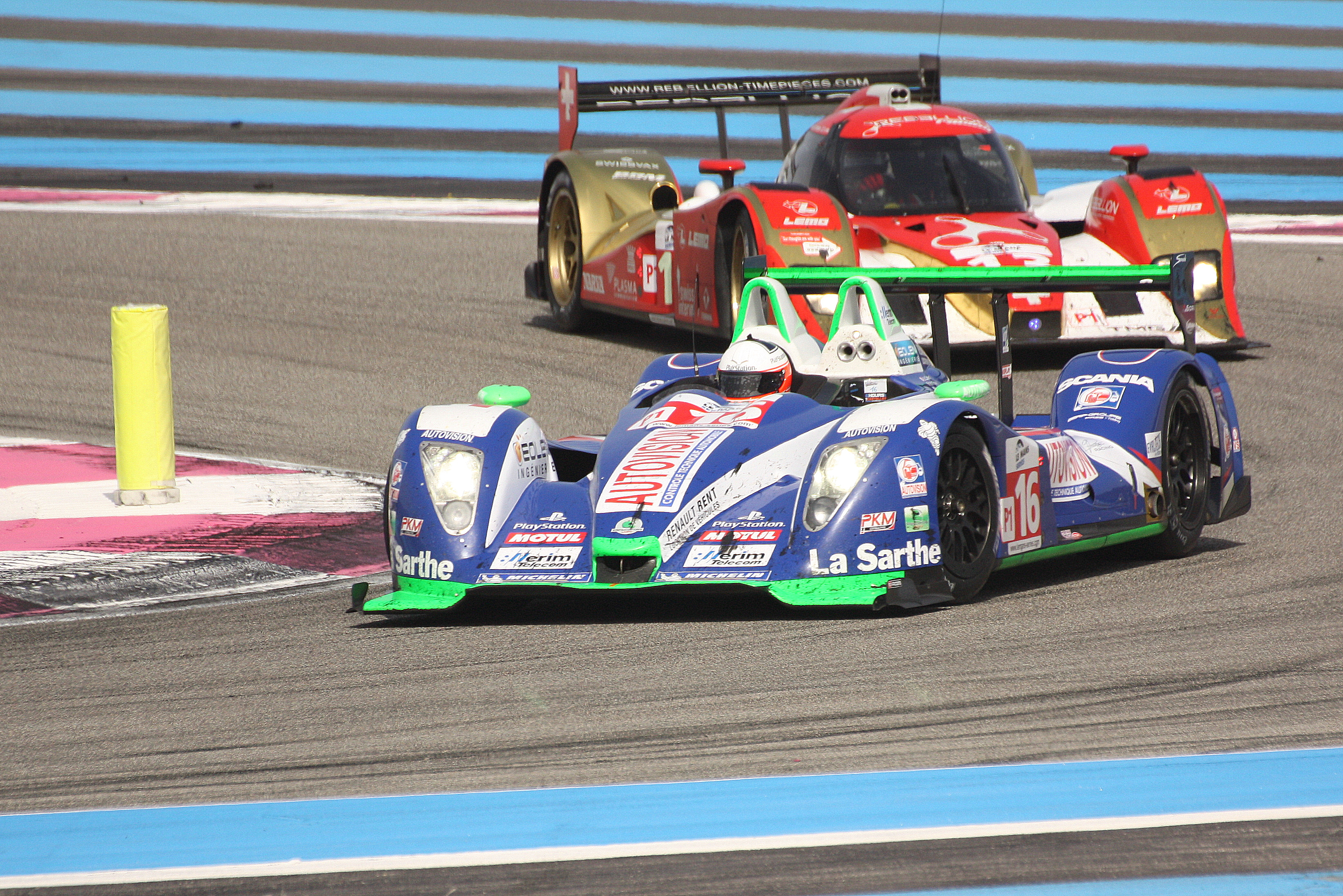
6 Horas de Le Castellet.
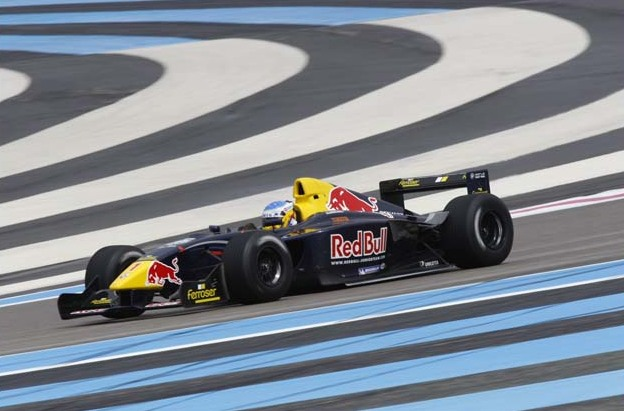
Prueba de un Fórmula Nissan.